# Tyran tritri
Tyrannus tyrannus
Espèce
Statut de conservation UICN

 LC  : Préoccupation mineure
Le Tyran tritri (Tyrannus tyrannus) est une espèce de passereau appartenant à la famille des Tyrannidae.

## Description
Le tyran tritri est reconnaissable à ses 8e et 9e primaires considérablement réduites à la pointe et la 7e légèrement sinuées à l'extrémité. La calotte et les côtés de la tête sont noirs, le centre de la calotte comporte une large tache dissimulée orange-rouge avec la base blanche. Les scapulaires et de la nuque au croupion, couleur ardoise noirâtre à ardoise avec le croupion terminé par un blanc très léger, le haut de la queue noir qui se finit par du blanc, la queue noire avec l'extrémité des rectrices achevée par une bande étroite de blanc et l'ensemble a de larges pointes blanches. Les ailes sont foncées, avec couvertures et secondaires conclues par une étroite bande blanche ou gris pâle. Le haut de la poitrine est gris pâle, le dessous est blanc. Le dessous des ailes est blanc, avec l'intérieur gris clair.

## Répartition

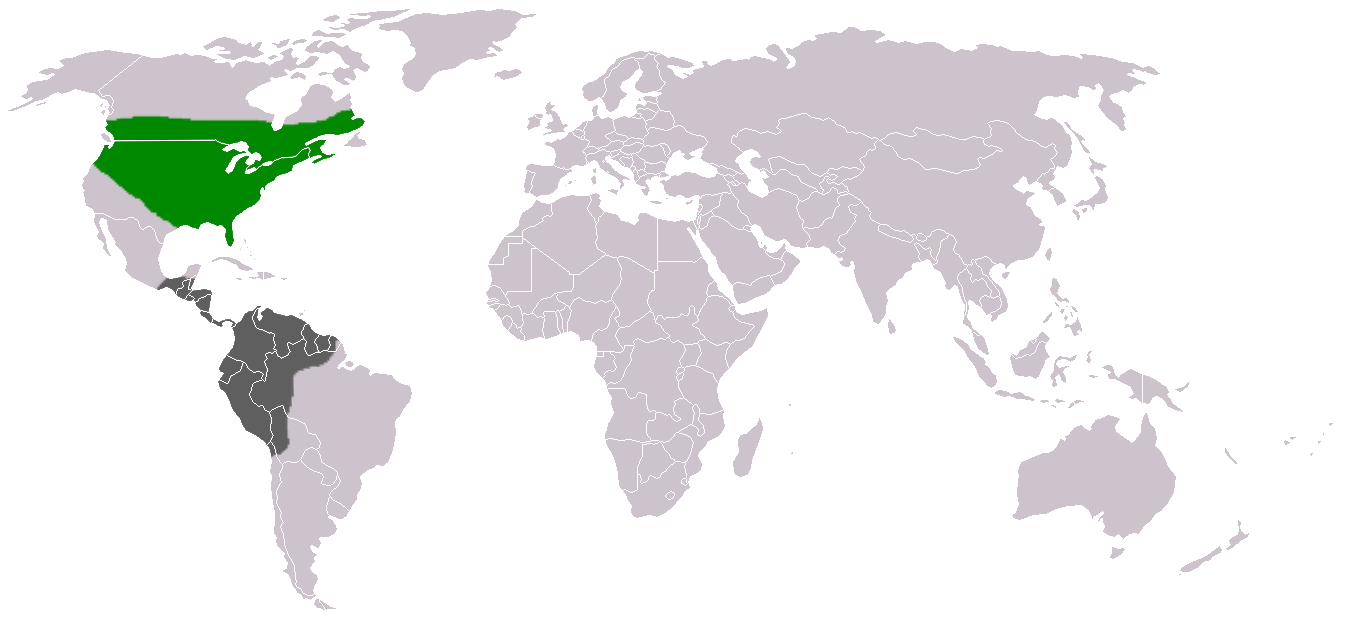
habitat d'été, zone de nidification
habitat d'hiver

Le tyran tritri se rencontre au nord-ouest de l'Argentine (présence isolée), à Aruba, aux Bahamas, au Belize, en Bolivie (à l'exception du sud-est), à Bonaire, dans l'Est du Brésil, au Canada, aux îles Caïmans, au Chili, en Colombie, au Costa Rica, à Curaçao, à la Dominique (passage), dans le Nord de l'Équateur, aux États-Unis, aux îles Malouines, en Géorgie-du-Sud et les Iles-Sandwich-du-Sud (passage), au Groenland (passage), au Guatemala, au Guyana, au Honduras, en Jamaïque (passage), sur la côte ouest et dans le Sud du Mexique (inclus la péninsule du Yucatan), au Nicaragua, au Panama, au Paraguay, dans le Nord et dans l'Ouest du Pérou, à Porto Rico, à Saba, à Saint-Eustache, à Saint-Martin, à Saint-Kitts-et-Nevis (passage), à Saint-Pierre-et-Miquelon, au Salvador, au Surinam, aux îles Turks-et-Caïcos et dans l'Est et le Sud-Est du Venezuela.

## Habitat
Cette espèce fréquente les bords de forêts, les territoires ouverts avec des arbres éparpillés et des arbustes, les terres cultivées avec des buissons et les parcs.

## Nidification
L'espèce pond 3 à 5 œufs blanc crème partiellement tachés ou tachetés de noirâtre ou noisette et gris lilas léger dans un nid habituellement placé dans un arbre fruitier, proche de l'extrémité d'une branche. La structure est relativement bien faite avec de l'herbe, des mauvaises herbes, de la mousse, des racines fines, des lanières d'écorce de cep, de la ficelle, des feuilles, le tout fixé par des lanières d'écorce et du crin de cheval.

## Reproduction
Le tyran tritri se reproduit au sud-ouest, au nord et au centre de la Colombie-Britannique (inclus l'île de Vancouver), au sud des monts Mackenzie, au nord du Saskatchewan, au centre du Manitoba, au centre de l'Ontario, au sud du Québec, au Nouveau-Brunswick, sur l'île du Prince-Édouard, du sud de la Nouvelle-Écosse à l'ouest de Washington, sur l'est de la côte de l'Oregon, au nord-est de la Californie (localement), au nord du Nevada (rarement), au nord de l'Utah, au Colorado, au nord-ouest et au centre du Nouveau-Mexique, au centre et à l'est du Texas, sur les côtes du Golfe du Mexique et au sud de la Floride.
Il hiverne du sud de la Colombie au nord du Chili et au nord de l'Argentine.

## Sous-espèces
D'après la classification de référence (version 7.2, 2017) du Congrès ornithologique international, cette espèce ne compte pas de sous-espèces.